# Diga romana di Almonacid de la Cuba
La Diga romana di Almonacid de la Cuba è una diga a gravità che si trova sul fiume Aguasvivas nel comune spagnolo di Almonacid de la Cuba in Aragona.
Si tratta di una diga d'origine romana costruita nel I secolo sotto l'imperatore Augusto e, con i suoi 34 metri d'altezza, è la più alta mai costruita dai Romani. La diga è stata riparata in molteplici occasioni ed è in ottimo stato di conservazione tanto da essere tuttora in funzione ed esser stata in grado di proteggere la cittadina aragonese dallo straripamento del fiume durante l'alluvione del 2024.
Nel 2001 la diga è stata dichiatata Bien de Interés Cultural per il suo stato di conservazione e il suo valore storico.

## Storia
La diga di Almonacid de la Cuba fu costruita per la regolazione delle acque del fiume Aguasvivas, un affluente dell'Ebro. La sua funzione principale era agricola, ma nel periodo musulmano fu riutilizzata come sbarramento per innalzare il livello dell'acqua e facilitare l'irrigazione. Nonostante vari interventi di riparazione e il suo abbandono durante il III secolo, la struttura ha mantenuto la sua integrità e funzionalità nel corso dei secoli, grazie anche ad una ristrutturazione avvenuta nel 2019.

## Caratteristiche
La diga ha un'altezza di 34 metri, una lunghezza di 120 metri e una larghezza di 27 metri, con una capacità di sei ettometri cubi, sufficiente per soddisfare il fabbisogno idrico di circa 90.000 persone. La sua costruzione è realizzata in calcestruzzo romano, composto da pietre, sabbia, calce e acqua, rivestito con blocchi di pietra.